# 56 Водолея
56 Водолея (лат. 56 Aquarii, HD 213236) — одиночная звезда в созвездии Водолея на расстоянии приблизительно 643 световых лет (около 197 парсеков) от Солнца. Видимая звёздная величина звезды — +6,347m. Возраст звезды оценивается как около 292 млн лет.

## Характеристики
56 Водолея — бело-голубой яркий гигант спектрального класса B8II. Масса — около 3,37 солнечных, радиус — около 2,8 солнечных, светимость — около 184,5 солнечных. Эффективная температура — около 11912 К.